# João Leitão de Abreu
João Leitão de Abreu GCC • GCSE (Cachoeira do Sul, 6 de julho de 1913 — Brasília, 13 de novembro de 1992) foi um jurista e ministro brasileiro. 

## Biografia
Ocupou a pasta da Casa Civil nos governos Médici e Figueiredo.
Teria considerado por Médici como seu sucessor na presidência, caso o país estivesse, ao final de seu mandato, numa situação de perfeita calma. Também foi responsável em transmitir uma mensagem de Médici para Delfim Neto desistir de se candidatar à presidência, o candidato de Médici era Geisel.
O único pedido que Médici fez a Geisel, ao deixar o governo, foi que Leitão de Abreu fosse escolhido como ministro do Supremo Tribunal Federal, foi atendido: Leitão de Abreu foi nomeado na primeira vaga aberta, com a morte de Rafael de Barros Monteiro Filho. Também presidiu o Tribunal Superior Eleitoral (TSE).
A 20 de Julho de 1972 foi agraciado com a Grã-Cruz da Ordem Militar de Cristo e a 13 de Julho de 1973 foi agraciado com a Grã-Cruz da Ordem Militar de Sant'Iago da Espada de Portugal.
Em seu artigo dominical na Folha de S. Paulo de 28 de janeiro de 2007, o jornalista Elio Gaspari descreveu Leitão de Abreu como o mais poderoso ministro da Casa Civil da história republicana, apesar de sua discrição.
Era cunhado do general Aurélio de Lira Tavares.